# Armando Alonso
Armando Alonso Rodríguez (ur. 21 marca 1984 w San José) – kostarykański piłkarz występujący na pozycji pomocnika.

## Kariera klubowa
Alonso karierę rozpoczynał w 2003 roku w zespole Deportivo Saprissa. W 2004 roku zdobył z nim mistrzostwo Kostaryki, a w 2005 roku Ligę Mistrzów CONCACAF. W tym samym roku odszedł do CS Cartaginés. Spędził tam 2 kolejne lata. W 2007 roku wrócił do Deportivo Saprissa. Przez 5 lat wywalczył z nim po dwa mistrzostwa faz Invierno (2007/2008 i 2008/2009) oraz Verano (2007/2008 i 2009/2010).
Na początku 2012 roku Alonso odszedł do LD Alajuelense.

## Kariera reprezentacyjna
W reprezentacji Kostaryki Alonso zadebiutował w 2008 roku. W 2009 roku został powołany do kadry na Złoty Puchar CONCACAF. Zagrał na nim w meczach z Jamajką (1:0), Kanadą (2:2), Gwadelupą (5:1) oraz Meksykiem (1:1, 3:5 w rzutach karnych). Z tamtego turnieju Kostaryka odpadła w półfinale.